# Hollywood Reel Independent Film Festival
Das Hollywood Reel Independent Film Festival (oft als „HRIFF“ abgekürzt) ist ein US-amerikanisches Filmfestival mit besonderem Schwerpunkt auf Independent-Filmen, das jährlich in Hollywood stattfindet. Spielstätten sind das New Beverly Cinema und weitere Kinos. Das Festival zeichnete unter anderem Gérard Depardieu, Peter O’Toole, Frances Fisher und Tinto Brass aus. Zu den weiteren erwähnenswerten Gewinnern und Besuchern zählen Jon Polito, John Heard, Rick Shapiro, Hilary Duff, Danny Masterson und Tyler Blackburn.

## Geschichte
Das Festival wurde im Jahr 2003 gegründet mit einem Schwerpunkt auf Independent-Filmen. Das Festival zeigt jährlich Filme im Wettbewerb und prämiert Gewinner in verschiedenen Kategorien während einer Preis-Gala.

## Award of Excellence
Jedes Jahr vergibt das Festival während seiner Preis-Gala den „Award of Excellence“ an eine oder mehrere Personen, deren Arbeit als bedeutend für die Filmwelt angesehen wird, und deren Arbeit während des Festivals gezeigt wird.
In den letzten Jahren waren die Preisträger:
- 2011 – Gérard Depardieu, „für seine Leistung in Grenouille d'hiver“[13]
- 2012 – Tinto Brass, „für Innovationen in der Bildsprache seiner Filme der 1960er und 1970er Jahre“.[14][15]
- 2012 – Frances Fisher, „für außergewöhnliche Beiträge zur Kunst des Schauspiels in einer kontinuierlich herausragenden Karriere.“[16][17]
- 2013 – Peter O’Toole, „für außergewöhnliche Beiträge zur Kunst des Schauspiels in einer kontinuierlich herausragenden Karriere.“[18]
- 2015 – Hugo Niebeling, für „künstlerische Innovationen“.[19]
- 2016 – Gene Wilder, für „künstlerische Innovationen“.[20]
- 2016 – Dušan Makavejev, für „Erfindungsgeist und Kreativität im Kino“.[21]
- 2016 – Haskell Wexler, für „Erfindungsgeist und Kreativität im Kino“.[22]
- 2017 – John Milius, für „künstlerische Innovationen“.[23]
- 2017 – Warren Beatty, für „künstlerische Innovationen“.[24]

## Erwähnenswerte Filme im Programm
- The Act of Killing, der 2013 den Preis als „Bester Film“ erhielt,[25] wurde 2014 für einen Academy Award nominiert.[26]
- Bridegroom, für den Regisseurin Linda Bloodworth-Thomason 2013 in der Kategorie „Bester Regisseur“ gewann,[27] wurde mit Hilfe von Crowdfunding per Kickstarter finanziert und hielt 2012 den Rekord für den Film mit dem höchsten Crowdfunding auf Kickstarter.[28]
- Drive mit Benjamin Schnau hatte 2017 Premiere auf dem Hollywood Reel Independent Film Festival, worüber die Zeitschrift Stern berichtete.[29]

## Retrospektiven / Besondere Veranstaltungen
- 2012 veranstaltete das Festival eine Retrospektive mit den frühen, experimentellen Filmen von Tinto Brass. Gezeigt wurden Weltpremieren der restaurierten Fassungen von Nerosubianco sowie Dropout und La Vacanza, in welchen Vanessa Redgrave und Franco Nero die Hauptrollen spielen.[30]
- 2012 hatte der Film Assault on Wall Street von Uwe Boll auf dem Festival Premiere. Boll sowie Darsteller waren anwesend.[31][32]
- 2012 zeigte das Festival als Weltpremiere die neu restaurierte HD-Version von Manos: The Hands of Fate. Darstellerin Jackey Raye Neyman-Jones war anwesend.[33]
- 2015 veranstaltet das Festival eine Retrospektive der Filme von Hugo Niebeling.[34]

## Pressestimmen
- LA Weekly erwähnte das Festival 2012 in der wöchentlichen „Movie To-Do list.“[35]
- Tinto Brass: „Ich bin sehr geehrt, den Preis des (...) Hollywood Reel Independent Film Festival entgegenzunehmen, und es macht mich sehr glücklich.“[36]
- Hello! Hollywood, eine chinesische Fernsehsendung, welche in China in 45 Kanälen gezeigt wird[37] widmete dem Festival eine Folge.[38]